# Hekimhan
Hekimhan è un comune turco nella provincia di Malatya, capoluogo del distretto omonimo; è collocato al di sopra dell'Eufrate, nell'Anatolia Orientale, sull'antica via della seta.

## Geografia fisica
Hekimhan è collocata a 1.075 metri al di sopra del livello del mare. Il suo picco è la montagna Zurbahan (2.091 metri).

## Monumenti
Il Caravanserraglio Taşhan costruito dai Turchi Selgiuchidi, un bagno turco e una moschea costruiti degli Ottomani sono strutture storiche cittadine di spicco.

## Società

### Evoluzione demografica
La popolazione, sin dal 1980, è calata notevolmente.
Il centro della città ospita 7.800 abitanti, ai quali ne vanno aggiunti altri 17.200 che vivono nell'area circostante (44.200 negli anni 1970).

## Economia
C'erano molte miniere di minerali nella provincia, soprattutto di ferro, cromo, dolomite e torio.
Un tempo Hekimhan fu famosa per le noci dal guscio molto fragile. 
Le celebri albicocche di Malatya sono ancora largamente coltivate nel paese, nonostante la scarsità d'acqua.